# Caucho etileno-propileno
El caucho etileno propileno (conocido por sus siglas en inglés como: "EPR" o "EPM"-  la E hace referencia al etileno, la P al propileno y la M es la clasificación en el estándar ASTM D-1418 dado que la clase M incluye a las gomas que poseen una cadena saturada del tipo polimetileno)), es un tipo de elastómero sintético muy emparentado con la goma EPDM (el EPM es un copolímero del etileno y propileno, mientras que la goma EPDM es un terpolímero de etileno, propileno y dieno. Desde que se lo comenzó a producir en la década de 1960, la producción ha crecido hasta 870 mil toneladas anuales, gracias a los avances en las tecnologías de los procesos de polimerización y catálisis que permiten diseñar polímeros para usos específicos.

Fórmula del caucho etileno-propileno.

Es un material utilizado como aislante eléctrico en cables de potencia para alto voltaje. Posee mejores características térmicas que otros materiales aislantes utilizados en cables tradicionales, tales como polietileno reticulado, por lo que permite fabricar cables de menor área transversal a igual capacidad de transmisión de potencia. El cable es flexible y adecuado para ser utilizado en situaciones en las cuales debe ser desplazado con regularidad, tales como en la industria de la minería e instalaciones temporales.
Al igual que el EPDM este copolímero presenta una alta resistencia a la oxidación y alta inercia química. La temperatura máxima de uso continuo es de 150 °C.
A diferencia del EPDM, los compuestos de etileno propileno se encuentran saturados por lo que son difíciles de vulcanizar. Para conseguir su reticulación es preciso tengan contengan altas concentraciones de peróxidos (4 al 11 pce (pce:partes por cien de elastómero), como en el caso del EPDM). Se emplean coactivadores (coagentes) muy activos. La temperatura de vulcanización se encuentra en el rango entre 150 a 180 °C.
También es posible conseguir la reticulación mediante la irradiación con electrones.